# Charlet Chung

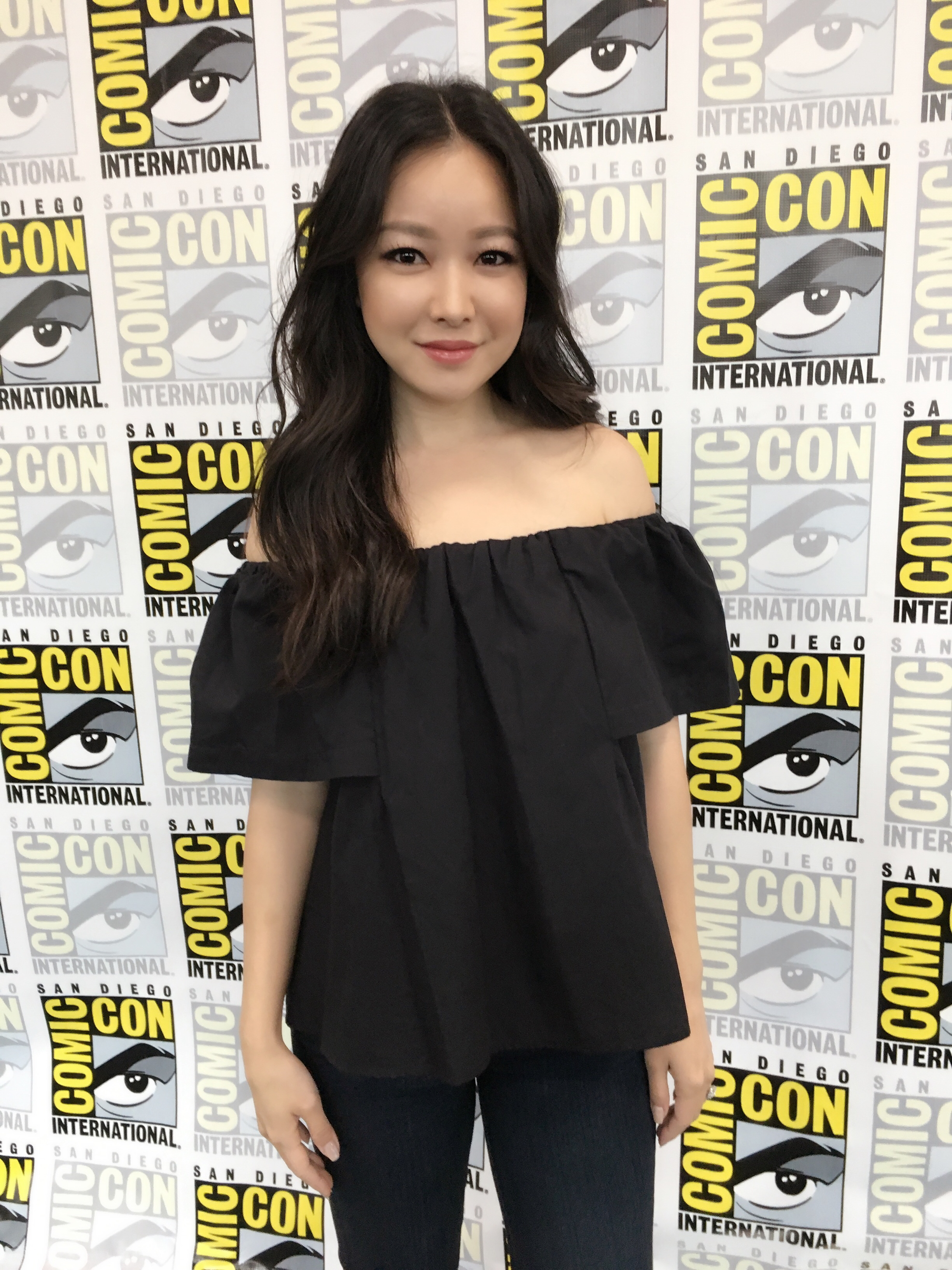
Charlet Chung (2017)

Charlet Chung (* 16. Februar 1983 in Long Beach, Kalifornien; bürgerlich Chihye Takahashi Chung) ist eine US-amerikanische Schauspielerin und Synchronsprecherin.

## Leben
Chung wurde 1983 in Long Beach, Kalifornien, als Tochter eines koreanischen Vaters und einer japanischen Mutter geboren. Sie schloss 2001 die Diamond Bar High School ab und spricht drei Sprachen fließend: Englisch, Koreanisch und Japanisch. Chung erhielt einen BA in Kommunikationswissenschaften und ein Nebenfach in Ostasienwissenschaften von der University of California, San Diego.
Chung ist mit Tom Yoo verheiratet. Sie haben zwei Kinder, einen Sohn und eine Tochter.

## Karriere
Ihr Interesse an der Schauspielerei begann schon in jungen Jahren. Sie wurde im Alter von 5 Jahren in einem Flugzeug von einem Agenten entdeckt und unter Vertrag genommen. Innerhalb von drei Monaten nach ihrem Abschluss an der Universität bekam sie ihre erste Schauspielrolle in CBS-Serie Cold Case – Kein Opfer ist je vergessen. Im Jahr 2016 trat Chung in der Netflix-Fernsehserie Grace and Frankie auf, in der sie die Rolle der Charlotte spielte. Im Jahr 2019 schloss sie sich der Hauptbesetzung von zwei Netflix-Animationsserien an; in Carmen Sandiego als Julia Argent und in Fast & Furious Spy Racers als Margaret „Echo“ Pearl.
Chung hat auch als Synchronsprecherin gearbeitet. Zu ihren bekannten Rollen in Videospielen gehören D.Va aus dem Spiel Overwatch und Seraph aus dem Spiel Call of Duty: Black Ops III.

## Filmografie (Auswahl)

### Filme
- 2008: Broken Angel
- 2008: Sincerely, Ted L. Nancy
- 2015: Ana Maria in Novela Land
- 2015: Two Girls, One Up (Kurzfilm)
- 2018: Overwatch: Shooting Star (Kurzfilm)
- 2020: Magic Camp

### Fernsehserien
- 2006: Cold Case (Episode „Death Penalty: Final Appeal“)
- 2007: Cheerleader Camp
- 2007: MADtv (Episode 12x13)
- 2007: Drake & Josh (Episode „Battle of Panthatar“)
- 2007: Side Order of Life (Episode „Coming Out“)
- 2007: Einfach Cory! (Episode „Lip Service“)
- 2008: Greek (Episode „Brothers & Sisters“)
- 2008: Boston Legal (Episode „Roe“)
- 2008: Desperate Housewives (Episode „A Vision's Just a Vision“) (nicht im Abspann)
- 2010: Weeds – Kleine Deals unter Nachbarn (Episode „Bliss“)
- 2010: 90210 (Episode „Age of Inheritance“)
- 2011: The Hard Times of RJ Berger (Episode „RJ’s Choice“)
- 2011: Chuck (Episode „Chuck Versus the Bearded Bandit“)
- 2012: Touch (Episode „Entanglement“)
- 2014: Mystery Girls (Episode „Passing the Torch“)
- 2016: Grace and Frankie (Episode „The Chicken“)
- 2016: Fameless (Episode „I Robot?“)
- 2017: We Bare Bears – Bären wie wir (Episode „Spa Day“)
- 2018–2020: Craig of the Creek (6 Episoden)
- 2019–2021: Carmen Sandiego
- 2019–2020: American Dad (4 Episoden)
- 2019–2021: Fast & Furious Spy Racers
- 2019–2021: Spirit: wild und frei (Episode „Pony Tales/Riding Academy“)
- 2021: Rugrats (Episode „Escape from Preschool“)

### Videospiele
- 2014: Call of Duty: Advanced Warfare
- 2015: Call of Duty: Black Ops III[7]
- 2016: Overwatch[8]
- 2016: StarCraft II: Legacy of the Void
- 2016: StarCraft II: Nova Covert Ops
- 2017: Heroes of the Storm
- 2017: Agents of Mayhem
- 2018: State of Decay 2
- 2020: Final Fantasy VII Remake
- 2020: Grounded
- 2020: World of Warcraft: Shadowlands
- 2022: Overwatch 2